# 하울링 (프로게이머)
하울링(본명: 전호빈, 2003년 9월 17일 ~ )은 대한민국의 리그 오브 레전드 프로게이머로 포지션은 탑 라이너이다. 아이디는 Howling이며 현재 리브 샌드박스에서 활동 중이다.

## 선수 생활
2021시즌을 앞두고 리브 샌드박스의 2군팀으로 콜업되면서 프로 커리어를 시작했다. 서머 시즌을 앞둔 2021년 5월 25일, 1군팀으로 콜업되었다.

## 소속팀
| # | 팀명          | 소속 기간   | 소속 리그 | 비고 |
| - | ------------- | ----------- | --------- | ---- |
| 1 | 리브 샌드박스 | 2020.12.18~ | LCK       |      |

## 수상 내역
- 2020년 대통령배 전국 아마추어 e스포츠 대회 우승